# Gobe-lumen
Un gobe-lumen est une classe de vaisseau interstellaire immense dans le cycle de fiction des Inhibiteurs. Leur principale caractéristique qui leur donne leur nom est leur vitesse de croisière, tout juste en dessous de celle de la lumière.
Les gobe-lumens sont pour la plupart équipé de moteurs Conjoineur. Merveilles technologiques, ces vaisseaux sont principalement aux mains des Ultras et des Conjoineurs.

## Principaux gobe-lumens
- Le Spleen de l'Infini : vaisseau de John Brannigan, puis du triumvirat dont Ilia Volyova fait partie. À la suite de l'infection par la pourriture fondante, ce vaisseau ne fait plus qu'un avec son capitaine, John Brannigan. Il possède une immense salle secrète remplie d'armes spéciales volées aux Conjoineurs.
- Le Lumière Zodiacale : vaisseau baptisé par Scorpio, dirigé par Nevil Clavain puis par son vieil ami Remontoir.
- L’Ascension Gnostique : vaisseau dirigé par la Reine Jasmina.